# Roztoka Stawiańska

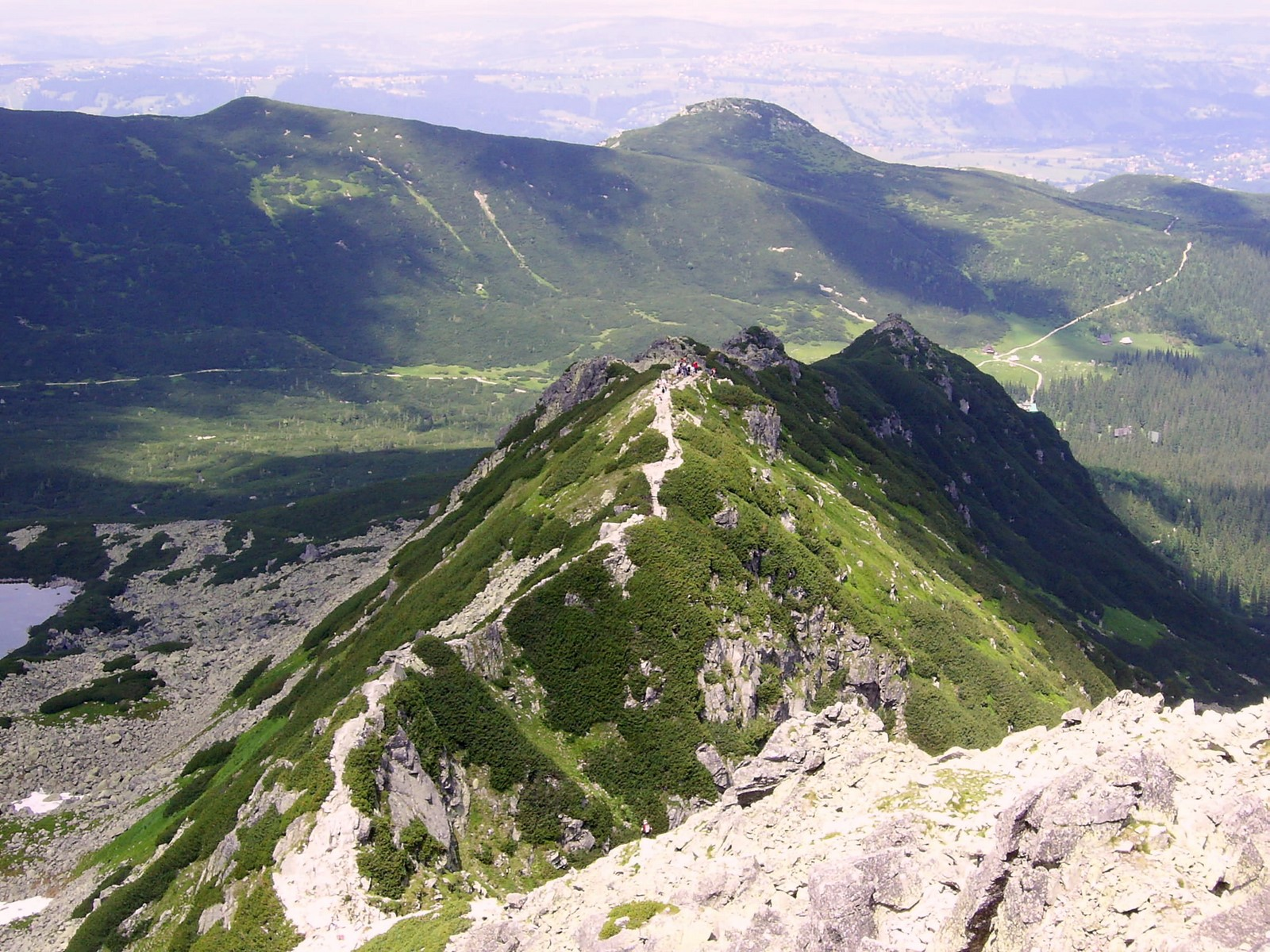
Blick vom Kościelec auf die Hochebene

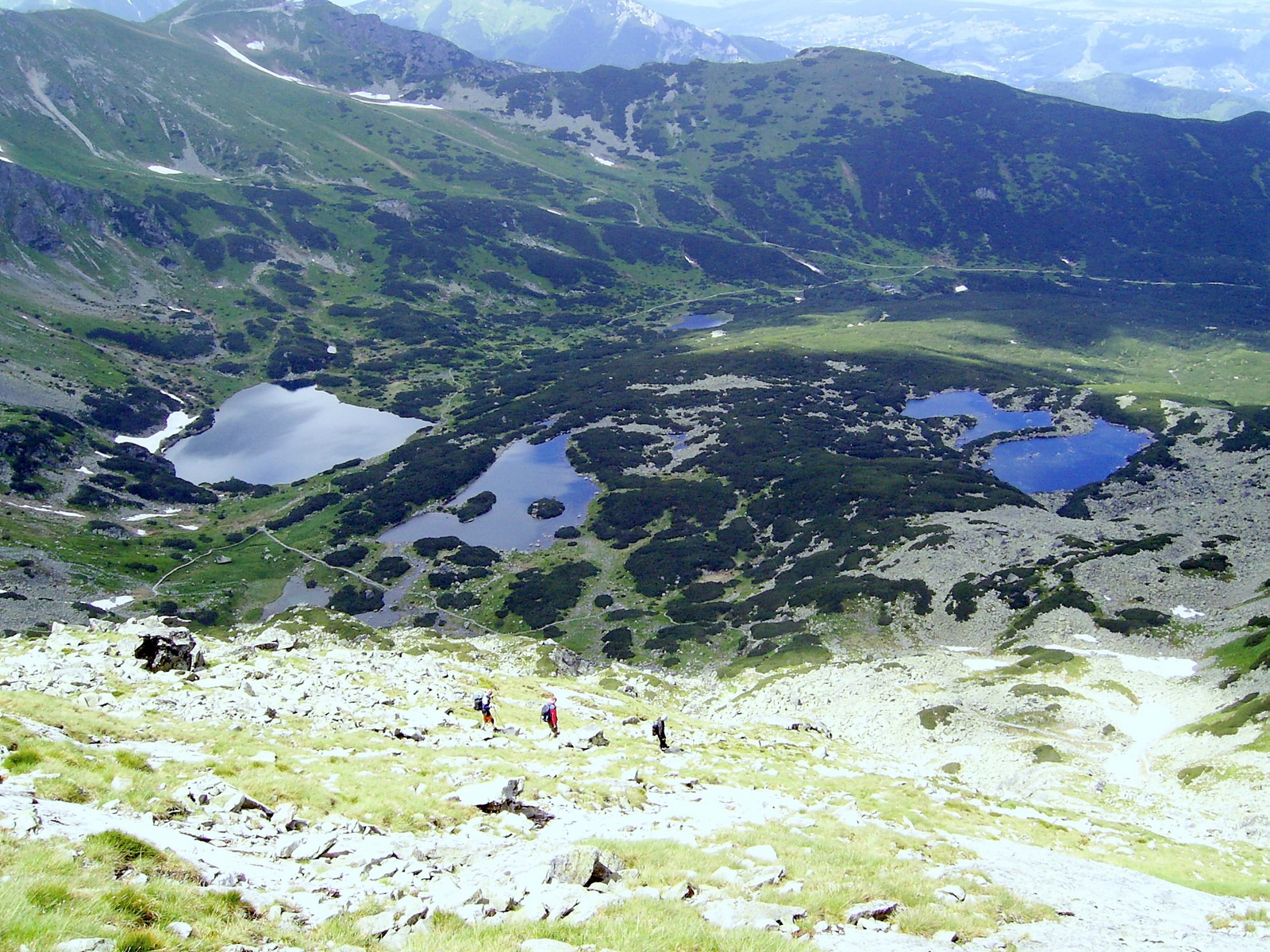
Die namensgebenden Seen auf der Hochebene

Das eiszeitlich durch Gletscher geformte Hochebene Roztoka Stawiańska befindet sich im Seealmtal (Dolina Gąsienicowa), konkret im Tal Dolina Zielona Gąsienicowa, unterhalb des Hängetals Dolina Sucha Stawiańska in der polnischen Hohen Tatra und Westtatra in der Woiwodschaft Kleinpolen. 

## Geographie
Die Hochebene ist von über 2000 Meter hohen Bergen umgeben, insbesondere vom Massiv des Kasprowy Wierch. Durch die Hochebene verläuft die Grenze zwischen Hoher Tatra im Osten und Westtatra im Westen.
Auf der Hochebene befinden sich zahlreiche kleinere Seen:
- Einzelsee (Jedyniak),
- Einsamer See (Samotniak),
- Unterer und Oberer Zwillings-See (Dwoiśniak),
- Drillingssee (Troiśniak),
- Polnischer Engelwurzsee (Litworowy Staw Gąsienicowy),
- Zwillings-See (Dwoisty Staw Gąsienicowy),
- Mokra Jama.

Auf der Hochebene versickert das Wasser der zahlreichen kleinen Bäche. Nur wenig hiervon kommt in dem Gebirgsbach Seealmer Trockenbach an. Das meiste Wasser fließt unterirdisch in das Tal Dolina Goryczkowa in der Westtatra, wo es als Karstquelle Goryczkowe Wywierzysko wieder zu Tage tritt.

## Etymologie
Der Name leitet sich davon ab, dass in diesem Abschnitt des Tals Dolina Gąsienicowa zahlreiche Seen auftreten. Er lässt sich als Seenebene übersetzen.

## Flora und Fauna
Hochebene liegt oberhalb der Baumgrenze. Sie ist mit Bergkiefern bewachsen. 

## Klima
Auf der Hochebene herrscht Hochgebirgsklima.

## Almwirtschaft
Die Hochebene wurde seit dem 17. Jahrhundert für die Almwirtschaft genutzt. Es gehörte zur Alm Hala Gąsienicowa. Nach der Errichtung des Tatra-Nationalparks 1954 wurden die ehemaligen Eigentümer enteignet bzw. zum Verkauf gezwungen. Seitdem die Almwirtschaft nicht mehr betrieben wird, wächst das Tal mit Bergkiefern zu.

## Tourismus
- ▬ Auf der Hochebene befinden sich ein gelb markierter Wanderweg von der Berghütte Schronisko PTTK Murowaniec auf den Gipfel des Kasprowy Wierch.
- ▬ Ein schwarz markierter Wanderweg führt von der Hochebene auf den Bergpass Świnicka Przełęcz.
- ▬ Ein grün markierter Wanderweg führt von der Hochebene auf den Bergpass Liliowe.
- ▬ Ein blau markierter Wanderweg führt von der Berghütte Schronisko PTTK Murowaniec zum Bergsee Czarny Staw Gąsienicowy.

Auf der Hochebene führt die ca. 8,5 km lange Skipiste Gąsienicowa vom Kasprowy Wierch hinab bis in den Zakopaner Stadtteil Kuźnice sowie eine Sesselbahn von der Talsohle auf den Kasprowy Wierch, die Sesselbahn Hala Gąsienicowa.